# Lenticono
Lenticono (del latín lentis, lente, y el griego kônos, cono) es una rara anomalía congénita del ojo caracterizada por una protuberancia cónica en la cápsula del cristalino y la corteza subyacente. Es un tipo de deformidad del cristalino, presentando este una superficie con una curvatura más pronunciada de lo normal que se manifiesta como una protrusión en su porción anterior o posterior. El cristalino es la lente natural del ojo y se encuentra situado en el polo anterior del mismo, detrás de la córnea.
En el lenticono, el cristalino presenta una deformidad en forma de cono a la que debe su nombre, la cual puede situarse en su porción anterior (lenticono anterior) o posterior (lenticono posterior). Cuando la deformidad adquiere una forma más o menos esférica se denomina lentiglobo.
El lenticono posterior es más frecuente, suele ser unilateral y se asocia a opacidades en el cristalino (catarata), mientras que el lenticono anterior suele ser bilateral - afecta a los dos ojos - y se asocia en el 90% de los casos a una enfermedad congénita llamada síndrome de Alport.